# Altruismo recíproco

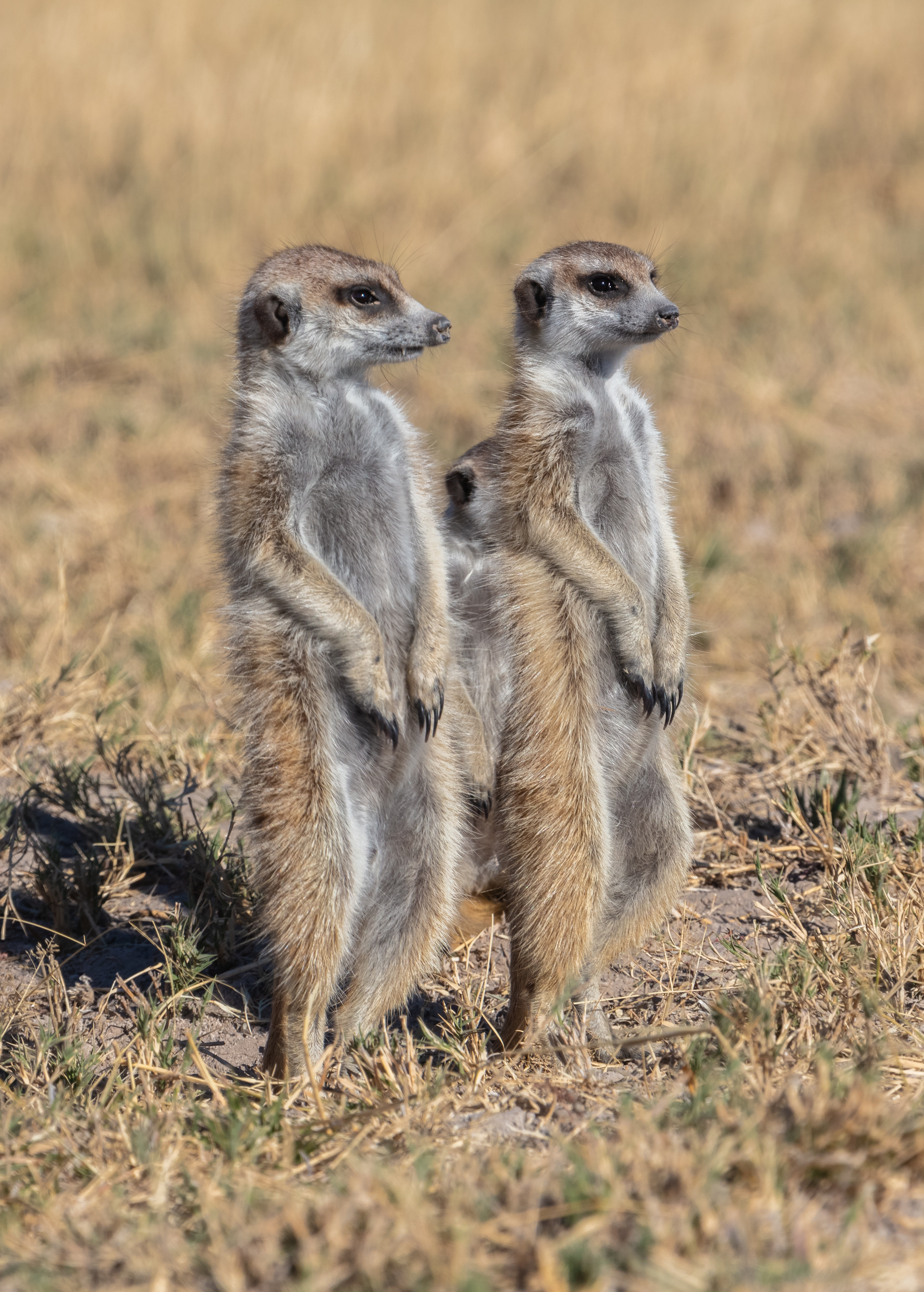
Los miembros de un grupo de Suricata suricatta se turnan haciendo guardia para alertar a los otros cuando hay depredadores

En biología evolutiva, el altruismo recíproco es un tipo de altruismo biológico en que el organismo realiza un comportamiento beneficioso para otros que perjudica su propia aptitud biológica con la expectativa que el otro organismo responda en forma similar y lo beneficie más tarde. Robert Trivers desarrolló este concepto para explicar la evolución de la cooperación entre animales. Se relaciona al concepto de toma y daca usado en la teoría de juegos de matemática aplicada.

## Altruismo biológico
En biología evolutiva, se dice que un organismo se comporta de forma altruista cuando su comportamiento beneficia a otros organismos a un costo para sí mismo. Los costos y beneficios se miden en términos de aptitud reproductiva, o número de hijos. Al comportarse de manera altruista, un organismo que reduce el número de hijos es probable que se reproduzcan menos, pero aumenta el número de otros organismos que puedan reproducirse más. Esta noción de altruismo biológico no es idéntica al concepto que se pueda dar en la vida cotidiana. En la jerga cotidiana, una acción solo se llama altruista si se hace con la intención de ayudar a otro. Sin embargo, en el sentido biológico no existe tal requisito. De hecho, algunos de los ejemplos más interesantes de altruismo biológico se encuentran entre las criaturas que (probablemente) no sean capaces de pensamiento consciente en absoluto, por ejemplo, insectos.
Los comportamientos altruistas/egoístas son comunes en todo el reino animal, en particular en las especies con  estructuras sociales complejas. Por ejemplo, los murciélagos vampiro regularmente regurgitan sangre a otros miembros de su grupo para que no tengan que salir a alimentarse esa noche. 
Desde un punto de vista darwiniano, la existencia del altruismo en la naturaleza es a primera vista desconcertante. La selección natural nos lleva a esperar que los animales se comporten de manera que aumenten sus propias posibilidades de supervivencia y reproducción, no las de los demás. Un animal reduce su propia aptitud con un comportamiento altruista,  por lo que debe estar en una desventaja selectiva frente a otra especie que se comporte de forma egoísta. Un ejemplo de esto se ve en algunos de los miembros de un grupo de monos cuando dan llamadas de alarma al ver a los depredadores, pero otros no dan ninguna llamada. El mono egoísta al negarse a dar una llamada de alarma, puede reducir la posibilidad de que le ataquen a él, al mismo tiempo que se beneficia de las llamadas de alarma de los demás. Por esto debemos esperar que la selección natural favorezca a los monos que no den las llamadas de alarma. Pero esto plantea un dilema de inmediato. ¿Cómo surgió la evolución de la llamada de alarma en primer lugar, y por qué no se ha eliminado por selección natural?

### Los niveles de altruismo y de la selección
El problema de altruismo está íntimamente relacionado con las preguntas sobre el nivel en el que actúa la selección natural. Si la selección actúa exclusivamente a nivel individual, en favor de algunos organismos sobre los demás, entonces parece que el altruismo no puede evolucionar, porque el comportamiento altruista es desfavorable para el individuo. Sin embargo, es posible que el altruismo pueda ser ventajoso a nivel de grupo. Un grupo de individuos que contengan altruistas, cada uno dispuesto a subordinar sus propios intereses egoístas por el bien del grupo, pueden tener una ventaja de supervivencia en un grupo compuesto principalmente o exclusivamente de organismos egoístas. Un proceso de selección entre grupos puede permitir que el comportamiento altruista evolucione. Dentro de cada grupo,  el altruista estará en desventaja en relación con sus colegas egoísta, pero la aptitud del grupo en su conjunto se verá reforzada por la presencia de los altruistas.
El concepto de la selección de grupo tiene una agitada y controvertida historia de la biología evolutiva. Los fundadores del neo-darwinismo moderno, R.A. Fisher, J.B.S. Haldane y S. Wright, fueron conscientes de que la selección del grupo, en principio, podría permitir a la evolución de los comportamientos altruistas, pero que duda de la importancia de este mecanismo evolutivo.
La principal debilidad de la selección de grupo como una explicación de altruismo, de acuerdo con el consenso que surgió en la década de 1960, es un problema que Dawkins llama la subversión desde dentro. Incluso si el altruismo es ventajoso a nivel de grupo, dentro de cualquier grupo de altruistas que puedan ser explotados por un egoísta que se abstenga del comportamiento altruista. Estos egoístas tendrán una evidente ventaja: se benefician del altruismo de los demás, pero no incurren en ningún costo. Así que incluso si un grupo está compuesto exclusivamente de altruistas, todos comportándose muy bien entre sí, solo hace falta un único mutante egoísta para poner fin a este idilio feliz.
En los años 1960 y 1970 surgió una teoría rival: la aptitud inclusiva, debida inicialmente a Hamilton (1964). Esta teoría, que se examina en detalle más adelante, al parecer, mostró cómo el comportamiento altruista podría evolucionar sin la necesidad de selección de nivel de grupo, y rápidamente ganó prominencia entre biólogos interesados en la evolución del comportamiento social, el éxito empírico de la teoría de selección ha contribuido a la desaparición del grupo de selección.

### Altruísmo recíproco
La teoría de altruismo recíproco fue desarrollada originalmente por Trivers (1971), como un intento de explicar los casos de (aparente) altruismo entre organismos no relacionados, incluidos los miembros de especies diferentes. El coste de ayudar se ve compensado por la probabilidad de beneficiarse de la devolución, que permite el comportamiento de evolucionar por selección natural. 
Por altruismo recíproco al trabajo, no hay necesidad de que las dos personas sean parientes, ni siquiera de que sean miembros de la misma especie. Sin embargo, es necesario que los individuos interactúen con cada uno más de una vez, y tengan la capacidad para reconocer otros individuos con los que han interactuado en el pasado. Si los individuos interactúan solo una vez en su vida y nunca se reúnen, no hay ninguna posibilidad de beneficio de retorno, por lo que no hay nada que ganar por ayudar a otro. Sin embargo, si los individuos se encuentran a menudo entre sí, y son capaces de identificar y castigar a 'tramposos' que se han negado a ayudar en el pasado, entonces el comportamiento puede ayudar a evolucionar.

### ¿Es real el altruísmo/egoísmo?
Algunas personas han sentido estas teorías como una manera de devaluar el altruismo y que explican los comportamientos que no son realmente altruistas. Los motivos de esta opinión son fáciles de ver. Normalmente pensamos en acciones altruistas como desinteresadas. Sin embargo, explica la teoría de la selección de familiares el comportamiento altruista como una inteligente estrategia ideada por los genes egoístas como una forma de aumentar su representación en el acervo génico, a expensas de otros genes. 
Esta es una argumentación tentadora. De hecho Trivers (1971) y, posiblemente, Dawkins (1976) fueron tentados por ella. El punto clave a recordar es que el altruismo biológico no se puede equiparar con el altruismo en el sentido de la vida cotidiana propia. Altruismo biológico se define en términos de aptitud y consecuencias, no las intenciones que motivan. Si entendemos el altruismo como la intención de ayudar, entonces la inmensa mayoría de los seres vivos no son capaces de ser altruistas, por lo tanto, el altruismo, ni el egoísmo son reales. Hormigas y termitas, por ejemplo, probablemente no tienen intenciones conscientes, por lo que su comportamiento no se puede hacer con la intención de promover su propio interés, ni los intereses de los demás. Por lo tanto, la afirmación de que las teorías evolutivas deben revisarse desde arriba muestran que el altruismo en la naturaleza es sólo aparente.
¿Es posible aplicar las teorías de la evolución del altruismo biológico a los seres humanos?. Esto es parte de la cuestión más general de si las ideas acerca de la evolución del comportamiento animal pueden extrapolarse a los seres humanos, una cuestión que alimentó la controversia sociobiológica en sus días. 
Todos los biólogos aceptan que Homo sapiens es una especie evolucionada. Sin embargo, el comportamiento humano es, obviamente, influido por la cultura en mayor medida que el de otros animales, y es a menudo el producto de creencias y deseos conscientes (aunque esto no significa necesariamente que la genética no tiene ninguna influencia). Sin embargo, al menos, algunos comportamientos humanos parecen encajar las predicciones de la teoría evolutiva. En general, los seres humanos se comportan más altruistamente (en el sentido biológico) con respecto a sus parientes cercanos, por ejemplo, ayudando a criar a sus hijos. También es cierto que tienden a ayudar a los que nos han ayudado en el pasado, como dice la teoría del altruismo recíproco. Por otra parte, numerosos comportamientos humanos parecen anómalos desde el punto de vista evolutivo. Piensa, por ejemplo, en la adopción. Los padres que adoptan niños en lugar de tener su propio hijo reducen su aptitud biológica, evidentemente, de modo que la adopción es un comportamiento altruista.
Contrariamente a lo que se suele creer, un enfoque evolutivo de la conducta humana no implica que los seres humanos puedan ser motivados por el interés propio por sí solo. Una estrategia por la que los 'genes egoístas' pueden aumentar su futuro es la representación de los seres humanos a causa de no ser egoístas, en el sentido psicológico.

## Egoísmo y altruismo en animales

### Descripción general
En la ciencia de la etología (estudio del comportamiento), y más generalmente en el estudio de la evolución social, el altruismo se refiere al comportamiento de un individuo que aumenta la aptitud física de otro individuo, mientras que disminuye la aptitud del actor. La investigación en la teoría de la evolución se ha aplicado a los comportamientos sociales, incluyendo el altruismo. 
Un mono que presenta la espalda a otro mono, para escoger parásitos; después de un tiempo los papeles se invertirán. Esa reciprocidad se verá recompensada, en términos evolutivos, siempre y cuando los costes de la ayuda sean inferiores a los beneficios de ser ayudado y siempre que los animales no ganen en el largo plazo por "hacer trampa", es decir, mediante la recepción de favores sin devolverlos. 

### Consecuencias de la teoría evolutiva
Las investigaciones sobre supuestos comportamientos altruistas en los animales han sido la oposición ideológica al concepto darwinista social de la supervivencia del más apto, bajo el nombre de la supervivencia de los más bellos - este último es compatible a nivel mundial, sin embargo. La insistencia en esas actividades de cooperación entre los comportamientos animales se expuso por primera vez por el zoólogo y anarquista ruso Piotr Kropotkin.

## Ejemplos de altruismo animal

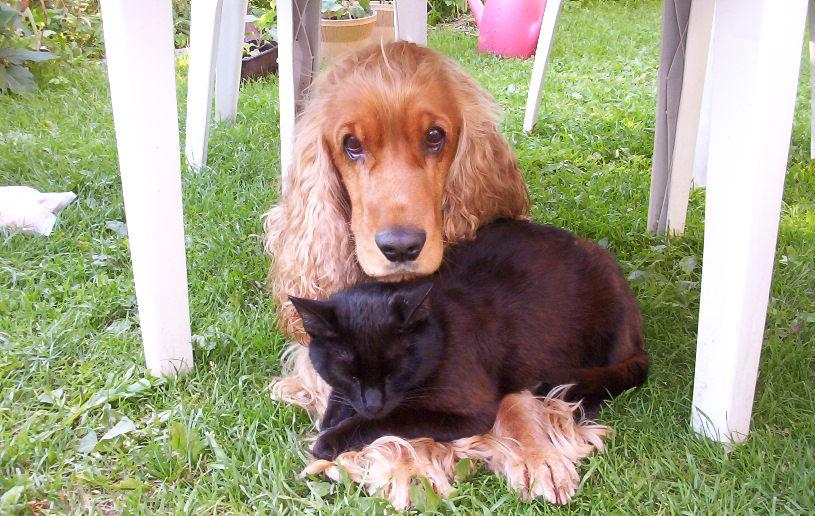
Perro cuidando a un gato

1. Los delfines apoyan a animales enfermos o heridos, nadando bajo ellos durante horas y empujándolos a la superficie para que puedan respirar.
2. Gibones y chimpancés, en respuesta a un gesto, comparten su comida con los demás del grupo.
3. Los chimpancés ayudan a otros congéneres, sin ninguna recompensa a cambio.
4. Los bonobos  se han observado ayudando a otros bonobos heridos o minusválidos.
5. Según la investigación de Gerald Wilkinson, los murciélagos tienen un "sistema de amigos" en el que un murciélago que ha tenido una exitosa noche de alimentación regurgita la sangre para su compañero menos afortunado.
6. La mayoría de los mamíferos carnívoros como los lobos o los perros tienen la costumbre de no perjudicar a los miembros del grupo por debajo de cierta edad, de sexo opuesto o en la entrega de la posición.
7. Algunos monos dan llamadas de alarma para advertir a los compañeros de la presencia de depredadores, aunque al hacerlo, atraen atención a sí mismos, y así aumentan sus posibilidades de ser atacados.
8. Algunas morsas adoptan a huérfanos que perdieron a sus progenitores por depredación.